# Garcia (prezime)
Garcia ili García  je prezime baskijskog podrijetla. Postoje dvije teorije o njegovoj etimologiji:
- baskijska riječ hartza (medvjed)[1][2][3]
- baskijska riječ gaztea, gaztia (mlad)

Treća etimologija je skup ove dvije navedene "Gazte Hartz"  (mladi medvjed)
Postoje i gaskonjske varijante imena poput Gassie i  Gassion  (u Bearnu, Gassio u 14. stoljeću )
Garcia je izvorno bilo osobno ime no danas je češće kao prezime. Tijekom ranog srednjeg vijeka se raširilo diljem Španjolske pa i Portugala. Danas je najčešće prezime u Španjolskoj - 5% stanovnika nosi to prezime kao prvo ili drugo. Ono je broj 1. po učestalosti u autonomnoj regiji Baskiji.  Također 2. najučestalije prezime na Kubi. Zbog iseljavanja iz Španjolske nakon 1. svjetskog rata ovo prezime je postalo 15. najučestalije u Francuskoj, 2. najučestalije u regiji Provence-Alpes-Côte d'Azur.
Prema popisu pučanstva u SAD-u 1990. godine Garcia je bilo 18. najčešće prezime-zbog priljeva imigranata iz Latinske Amerike.

## Poznate osobe

### Vladari Navare
- García Íñiguez od Pamplone
- García Sánchez I od Pamplone
- García Sánchez II. od Pamplone
- García Sánchez III. od Navare
- García Ramírez Navarski

### Drugi vladari
- García I. Leonski
- García I. Galíndez